# Kalajärvi (sjö i Äänekoski, Mellersta Finland)
Kalajärvi är en sjö i kommunen Äänekoski i landskapet Mellersta Finland i Finland. Sjön ligger 108,9 meter över havet. Den är 2,4 meter djup. Arean är 1,12 kvadratkilometer och strandlinjen är 6,71 kilometer lång. Sjön  ingår i Kymmene älvs huvudavrinningsområde.   Den ligger omkring 48 kilometer norr om Jyväskylä och omkring 280 kilometer norr om Helsingfors. 
I sjön finns ön Lehtiluoto. 